# نورثروپ بی‌تی
نورثروپ بی‌تی (به انگلیسی: Northrop BT) یک هواپیمای ساختِ کارخانهٔ نورثروپ در کشور ایالات متحده آمریکا است. نخستین استفاده‌کنندهٔ این هواپیما نیروی دریایی ایالات متحده آمریکا بوده‌است. این هواپیما برای نخستین بار در ۱۹ اوت ۱۹۳۵ میلادی مورد استفاده قرار گرفت.